# Buča (Sotla)
Buča je potok, ki se južno od vasi Sedlarjevo kot desni pritok izliva v reko Sotla, mejno reko med Slovenijo in Hrvaško. Povirni krak Buče je Virštajnski potok, njen desni pritok pa je potok Gruska.